# 朝日の中の婦人
『朝日の中の婦人』（あさひのなかのふじん、独: Frau vor der aufgehenden Sonne または Frau in der Morgensonne、英: Woman before the Rising Sun）は、ドイツのロマン主義の画家カスパー・ダーヴィト・フリードリヒが描いた絵画である。
自然を前にして1人の女性が佇んでいる様子が描かれている。女性は「オランス」という祈りのポーズをとっているとする解釈の他に、女性は死の脅威と対峙しているとする解釈がある。
本作に描かれた景色については、日の出の風景であるとする説と日の入りの風景であるとする説があり、研究者によって意見が分かれている。『夕日の前に立つ婦人』（独: Frau vor der untergehenden Sonne、英: Woman before the Setting Sun）とも呼ばれる。

## 概要
キャンバスに油彩で描かれた作品である。縦22センチメートル、横30センチメートルの大きさをもつ。ドイツ・ノルトライン＝ヴェストファーレン州の都市、エッセンのフォルクヴァンク美術館に所蔵されている。1818年ごろに製作されたものと考えられている。フリードリヒの作品の中で、本作は小さい部類に入るが、人物像が画面内に占める割合は、他の大きな作品に比べて高い割合となっている。
フリードリヒは、『雲海の上の旅人』や『窓辺の婦人』、『月を眺める二人の男』などのように後ろ姿の人物像 (Rückenfigur) を描いた作品を多く製作しており、本作もその例に漏れない。ただし、動作を伴っている後ろ姿の女性像が画面の中央に配された作品は、フリードリヒの作品の中では本作の他にはない。
本作は、フリードリヒの存命中は彼が所有しており、没後には彼の家族の所有となった。美術史家のイェルク・トレーガーは、フリードリヒと交友関係があった画家フィリップ・オットー・ルンゲによる1805年の素描『フィンガル』から想を得て、本作の女性像が描かれたのではないかとの見方を示している。

## 作品
薄暗い風景の中、画面の手前中央で1人の女性が佇んでいる。女性は後ろ姿で描かれ、彼女の前には丘陵地帯がなだらかに広がっている。丘陵地帯の手前には、木々が点在する草原地帯が広がっており、奥には霞んで見える山脈が描かれている。女性が佇んでいるのは細く小さい道の上である。
女性は、古ドイツの服装を身に付けていることから都会人であると考えられる。女性は両腕を軽く広げており、頭に髪飾りを、耳にはイヤリングを付けている。道の脇には岩が、女性の右手に1つ、左手に2つある。岩の周りには、白色の小さい花が生息している。画面左手奥に描かれた2本の木の間の後方に、教会堂が小さく見えているが、この他に建物は描かれていない。
山脈の後方からの太陽の光が放射状に広がっている。空は、画面の中ほどではオレンジ色をしているが、上にいくほど赤みが強くなっている。太陽の逆光を受けているために、女性の姿はほとんどシルエットになっているが、輪郭線が明確に描かれているために、存在感が弱まることはない。

## 解釈

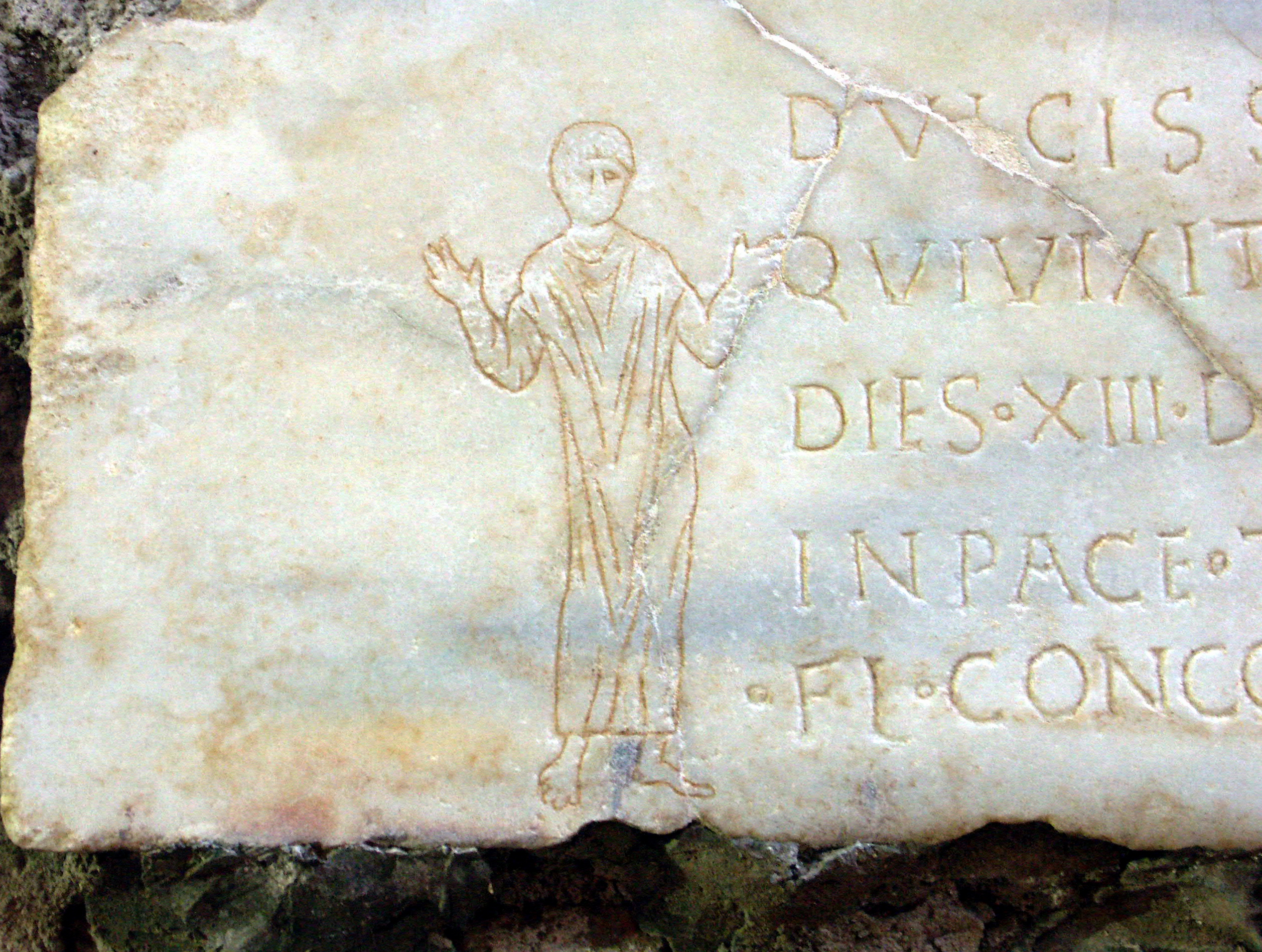
ドミティッラのカタコンベの壁画に描かれた、オランスのポーズをとる人物像

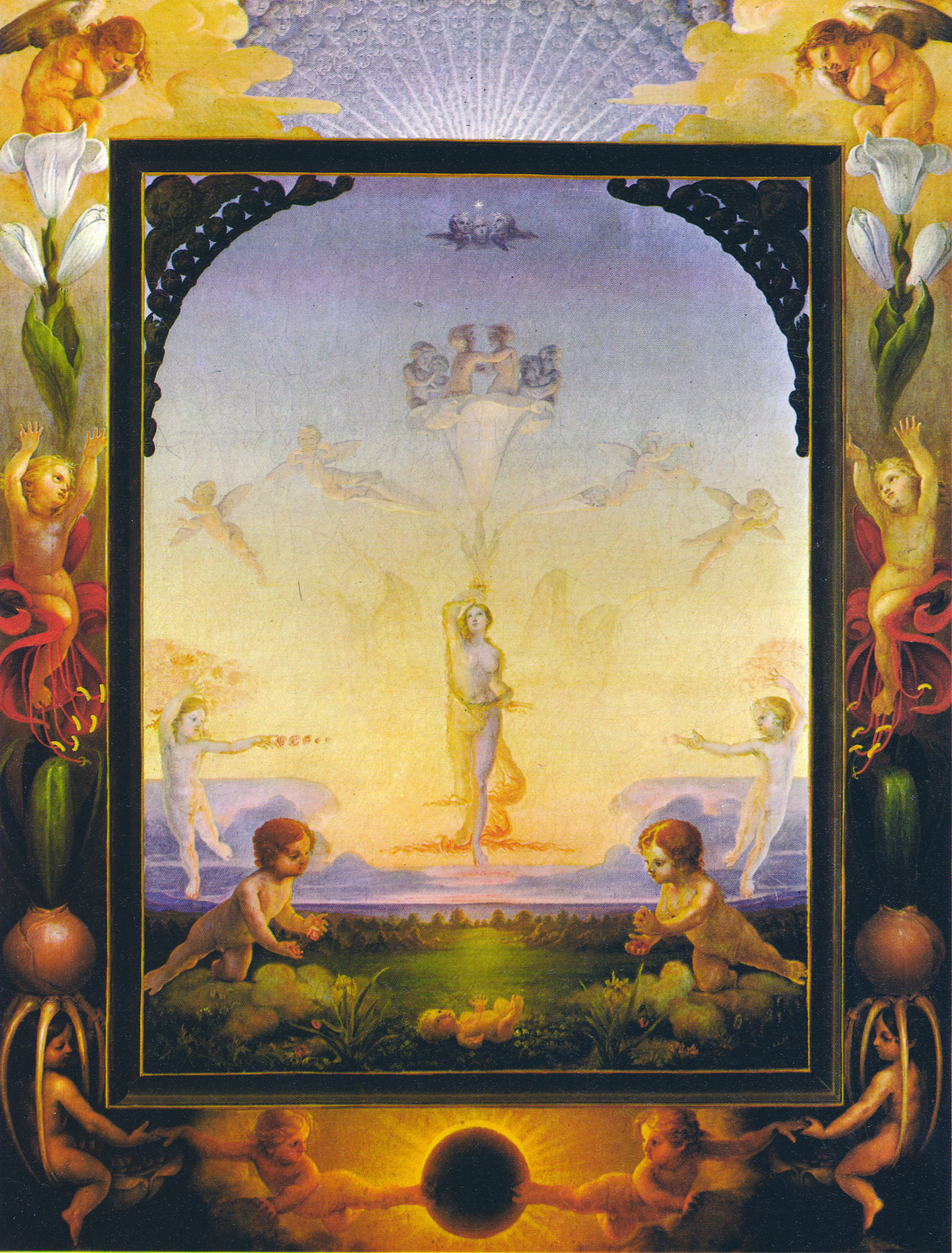
ルンゲ『小さい朝』

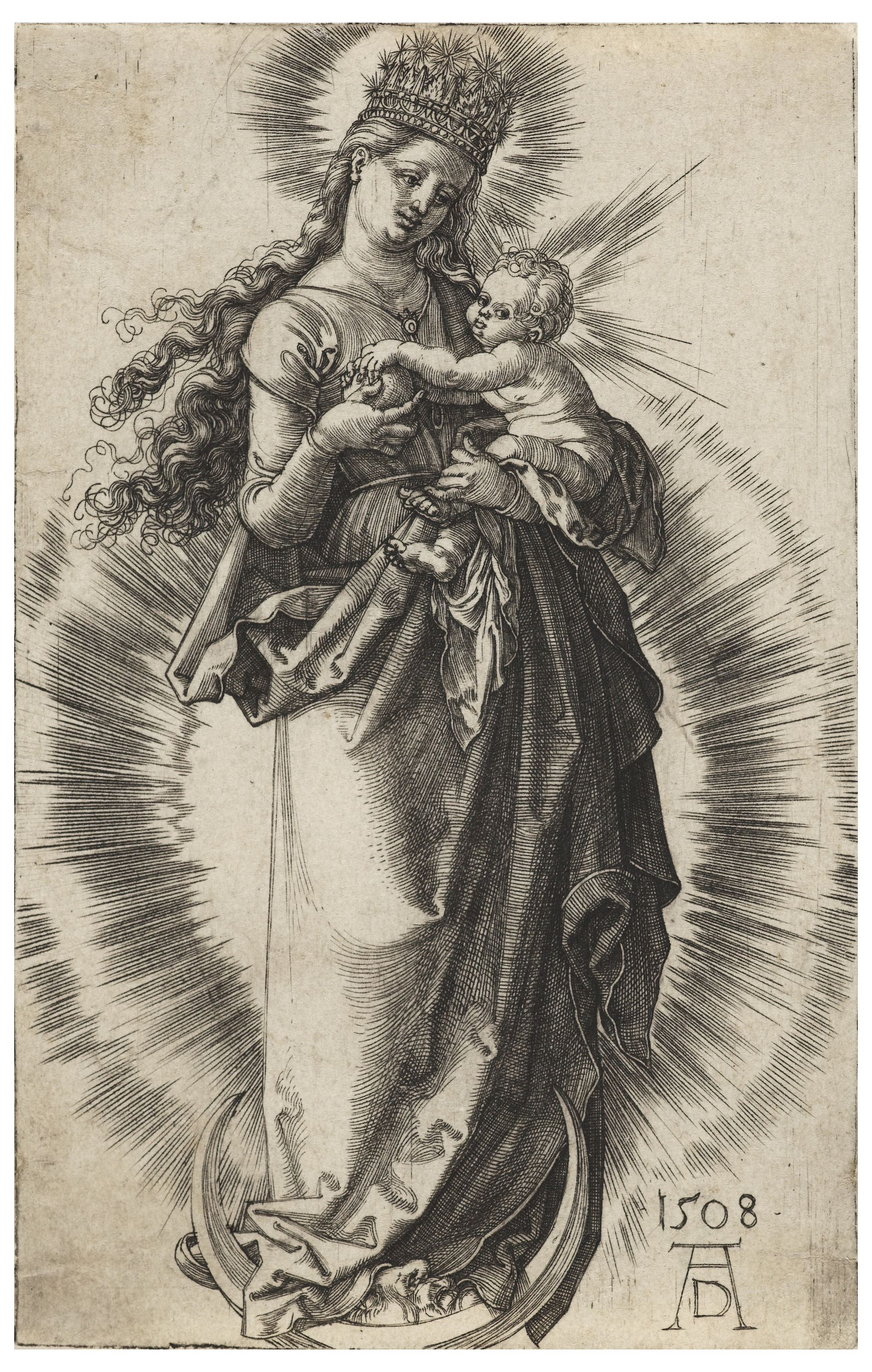
デューラー『星の冠を被った聖母』

美術史家のヴェルナー・ズモヴスキィは、1970年発表の研究書の中で、本作の女性が、初期キリスト教の時代に一般的であった、両腕を広げて天を仰いで祈る「オランス」というポーズをとり、自然と向き合い、宗教的な儀式を行っているものとする解釈を示した。しかし、東京藝術大学の杉山あかねは2006年発表の論文の中で、オランスのポーズというのは、イタリア・ローマにあるドミティッラのカタコンベの壁画に描かれた人物像のように、両手が頭の上までくるくらいに両腕を大きく広げるポーズであり、本作の女性がとっている姿勢をオランスのポーズと見なすことは難しいとの見方を示している。
美術史家のヘルムート・ベルシュ＝ズーパン は、本作の女性像のモデルが、1818年1月にフリードリヒの妻となったカロリーネであることを最初に指摘した。杉山も、本作と同じくらいの時期に描かれた『リューゲン島の白亜の断崖』や “Gartenlaube” などの女性像と比較しても、この指摘は当を得たものであると考えており、美術史家のノルベルト・ヴォルフも同様の見解を示している。
ベルシュ＝ズーパンは、本作が日の入りの風景を描いたものと考え、女性は死の脅威と対峙しており、女性の両脇にある岩や遠くに見える教会堂によって、本作が宗教的な意味合いをもっていることが示唆されているものとする解釈を示した。しかし杉山は、結婚して間もない妻に似せた像と死というものとを同じ画面内に取り込んだというのは、画面の空間構成からも考えにくいとの見方を示した。
美術史家のヨーゼフ・ケルナーは、ルンゲによる1808年の油彩画『小さい朝』と本作を比較対象として挙げ、『小さい朝』では物事が中央で生まれる一方で、本作では、女性は妊娠しており、子どもが誕生する瞬間が表現されているのであろうとする解釈を示した。
杉山は、女性の子どもが宿る腹部と、生命の源である太陽の位置が画面の中央にあることを指摘し、ラファエロ・サンティ『システィーナの聖母』に影響を受けて製作されたとされる『小さい朝』に描かれたアウローラが母の像であり、その『小さい朝』やアルブレヒト・デューラーの『星の冠を被った聖母』から構想を得て、フリードリヒが本作で子どもを宿した母を表現したとする解釈を示した。